# 伊莎贝尔·雅各布
伊莎贝尔·雅各布（法語：Isabelle Yacoubou，1986年4月21日—），法国女子篮球运动员。她曾代表法国参加2012年和2016年夏季奥林匹克运动会篮球比赛，其中2012年奥运会获得一枚银牌。